# Bătălia de la Nancy
Bătălia de la Nancy este un tablou în ulei pe pânză pictat în 1831 de artistul francez Eugène Delacroix, care prezintă bătălia de la Nancy din 1477 și moartea lui Carol Temerarul. Tabloul se află în prezent la Muzeul de Arte Frumoase din Nancy, Franța. Societatea Regală a Științelor, Literelor și Artelor din Nancy a sugerat trei subiecte posibile — bătălia în sine, victoria Lorenei asupra burgunzilor sau descoperirea trupului lui Carol Temerarul. Delacroix a ales primul dintre acestea, dar nu a mers personal la Nancy, bazându-și în schimb lucrarea pe mai multe schițe pregătitoare de arme și costume medievale, pe scene din literatură precum Anne de Geierstein a lui Walter Scott și pe hărți topografice furnizate de baronul Schwiter.

## Vezi și
- Eugène Delacroix